# 諾布爾鎮區 (堪薩斯州埃爾斯沃思縣)
諾布爾鎮區（英語：Noble Township）為美國堪薩斯州埃爾斯沃思縣轄下的鎮區。2010年美国人口普查中此鎮區人口有87人。

## 地理
諾布爾鎮區涵蓋總面積為92.6平方（35.77平方英里），其中陸地面積為92.6平方（35.76平方英里），水域面積為0.026平方（0.01平方英里）或0.03%。海拔高度543（1,781英尺）。

## 人口統計
根據2010年美國人口普查，諾布爾鎮區人口有87人，其中男性有46人，女性有41人，人口密度為每平方公里0.94人，住房計52戶。鎮區內的白人有86人，非裔美國人有0人，美洲原住民有0人，亞裔美國人有0人，太平洋島裔美國人有0人，其他種族有0人，混血種族則有1人。此外鎮區內有1人為西班牙裔或拉丁裔美國人。此鎮區之年齡中位數為43.8歲，而男性年齡中位數為43.0歲，女性年齡中位數為44.5歲。